# Лубеница
Лубеница (Citrullus lanatus (Thunb.) Matsum. & Nakai) је једногодишња зељаста биљка из породице бундева (Cucurbitaceae), пореклом из тропских области Африке. Гаји се и у другим областима због слатког, сочног, јестивог плода. Процентуално у саставу плода највише има воде и шећера.
Многи верују да је лубеница воће зато што се углавном конзумира без термичке обраде (што је карактеристика воћа), али пошто припада породици бундева, она је према биологији поврће. Најпознатије државе у којој се узгајају лубенице у Европи су Србија, Грчка и Македонија.
Кордофанске диње из Судана су најближи сродници и могу бити прародитељи модерних, култивисаних лубеница. Семе дивље лубенице пронађено је у Уан Мухугијагу, праисторијском налазишту у Либији које датира од око 3500 п. н. е. Лубенице су припитомљене у североисточној Африци, а култивисане у Египту до 2000. године. п. н. е, иако нису били слатка модерна сорта. Слатке десертне лубенице рашириле су се дуж Медитерана у римско доба.

## Агротехнички услови

#### Захтеви за топлотом
Минимална температура земљишта за клијање и ницање је 14-16 °C, а оптимална температура преко 25 °C. Оптимална температура за раст и развиће је 26-28 °C. При температури нижој од 13 °C престаје цветање, а при температури нижој од 10 °C престаје раст биљака. На температури нижој од 8 °C брзо трули и пропада.

#### Захтеви у погледу влажности
Лубеница за раст и развиће тражи велику количину воде, пре свега зато што ствара велику вегетациону масу и много плодова, па и транспирише значајну количину воде.

#### Земљиште
За гајење лубенице је оптимално плодно, добро дренирано земљиште, неутралне до благо киселе реакције (pH 6,0-6,5). Dобра земљишта за лубенице су чернозем, ливадске црнице и речни алувијуми, дакле добро обезбеђена хумусом, структурна и оцедна.

## Агротехничке мере

#### Начини гајења
Лубеница се ретко гаји у заштићеном простору, али је рана производња у Србији врло развијена под ниским тунелима, или под термозаштитним покривачима (агротекстил). Раније се рана лубеница производила у топлим кућицама (гнездима) са пуњењем стајњаком и прекривањем ПЕ. Како би се земљиште брже загрејало у раној производњи искључиво се практикује настирање високе леје ПЕ малч фолијом. Средње рана производња одвија се такође на малч фолији са системом кап по кап, док се касна производња углавном практикује из директне сетве лубенице.

#### Плодоред
Најбољи предусеви за лубеницу су једногодишње и вишегодишње легуминозе (соја, боранија, црвена детелина, луцерка), стрна жита, рано поврће, као што је рани купус и кромпир. Предкултуре за лубеницу не смеју бити оне које нападају исте болести а нарочито вируси (краставац, парадајз, паприка, тиквице). На исто месту лубеницу не треба гајити најмање четири године.

#### Обрада и припрема земљишта
Основну обраду треба обавити у току јесени на дубини 30–35 cm. Дубоко поорано земљиште треба током зиме да измрзне, како би се акумулирала велика количина влаге и створила мрвичаста структура земљишта. С пролећа, рано, чим време дозволи потребно је извршити дрљање и равнање терена. Том мером се постиже затварање бразди, прекида се капиларитет и испаравање воде из земљишта.

## Сетва и садња

#### Производња расада лубенице
Производњу лубенице данас карактерише углавном гајењем из расада. Расад се производи у контејнерима и тресетним коцкама. Сетва семена обавља крајем марта или почетком априла у стерилизован супстрат, на дубину оd 1,5–2 cm.

#### Расађивање/сетва лубенице
Расађивању се приступа када температура земљишта достигне најмање 15 °C, најчешће почетком маја не ризикујући притом појаву позних пролећних мразева. Обавља се у претходно припремљене отворе (јаме) у које се сипа вода како би се направило блато. Расад се спушта у блато и нагрће земљом водећи рачуна да ситна и влажна земља добро налегне и не остану никакве шупљине око жила.

#### Нега усева лубенице
Мере неге су: међуредно окопавање, прихрањивање, наводњавање, заштита од болести и штеточина. У току вегетације изводе се 2-3 окопавања и међуредна култивирања. Прво окопавање је 10-15 дана након ницања, друго у моменту када биљке почну да формирају вреже и треће пред затварање међуредних простора. 
Вода представља критичну компоненту у производњи лубенице, с обзиром на захтеве овог усева и чињеницу да зрели плодови садрже и преко 90%. У условима семиаридног типа климе и глобалних промена евидентних последњих пар деценија, топла и сушна пролећа намећу потребу увођења наводњавања у технологију гајења лубенице.

## Берба
Лубеницу треба брати у моменту пуне технолошке зрелости која подразумева сладак укус, хрскаву конзистенцију и интензивно црвену боју меса.

## Таксономија
Слатку лубеницу је први описао Карл Лине 1753. године и дао јој је име Cucurbita citrullus. Немачки ботаничар Хајнрих Адолф Шредер је врсту пренео у род Citrullus 1836. године, под заменским именом Citrullus vulgaris. (Међународни кодекс номенклатуре за алге, гљиве и биљке не дозвољава називе попут „Citrullus citrullus“.)
Врста се даље дели на неколико варијанти, од којих су горка вунаста диња (Citrullus lanatus (Thunb.) Matsum. & Nakai var. lanatus), цитронска диња (Citrullus lanatus var. citroides (L. H. Bailey) Mansf.) и јестиви варијетет vulgaris вероватно најважнији. Ова таксономија је настала погрешном синонимизацијом вунасте диње Citrullus lanatus са слатком лубеницом Citrullus vulgaris од стране Л.Х. Бејлија 1930. године. Молекуларни подаци, укључујући секвенце из оригиналне колекције Тунберга и другог релевантног материјала, показују да слатка лубеница (Citrullus vulgaris Schrad.) и горка вунаста диња Citrullus lanatus (Thunb.) Matsum. & Nakai нису блиско међусобно повезани. Предлог за очување имена, Citrullus lanatus (Thunb.) Matsum. & Nakai, прихваћена је од стране номенклатурне комисије и потврђен на Међународном ботаничком конгресу 2017. године.
Пре 2015. године, претпостављало се да је дивља врста која је најближа Citrullus lanatus диња без витица Citrullus ecirrhosus из јужноафричких сушних региона на основу погрешно идентификованог примерка из 18. века. Међутим, након филогенетске анализе, за Citrullus lanatus се сада сматра да је најближи сродник Citrullus mucosospermus (Fursa) из Западне Африке (од Сенегала до Нигерије), који се такође понекад сматра подврстом унутар C. lanatus. Популације лубеница из Судана су такође блиске домаћим лубеницама. Горку вунасту дињу је формално описао Карл Петер Тунберг 1794. и дао јој име Momordica lanata. Јапански ботаничари Џинзо Мацумура и Такеношин Накај су је 1916. пребацили у род Citrullus.